# Ли, Ми-Юнг
Ми-Юнг Ли (фр. Mi-Jung Lee; 12 сентября 1966, Чхунчхон, Канвондо, Южная Корея) — канадская журналистка и телеведущая.

## Биография и карьера
Ми-Юнг Ли родилась 12 сентября 1966 года в Чхунчхоне (провинция Канвондо, Южная Корея). В детстве, вместе с семьёй, эмигрировала в Канаду и обосновалась в Ванкувере. В 1984 году она окончила Среднюю школу Сэра Чарльза Таппера.
Была соведущей западной версии канадской телевизионной программы «Canada AM» до её закрытия в июне 2008 года. Ранее в своей карьере она была ведущей новостей на CHEK-DT в Виктории. В настоящее время она является ведущей на CTV British Columbia. Ранее в своей карьере, она была ведущей Global BC News Hour Final в Нью-Йорке до 1998 года. Сразу после этого, Джилл Кроп получила её место ведущей.
Ли появилась в роли репортёра или ведущего новостей в нескольких телешоу и фильмах, включая «Змеиный полёт», «Люди Икс: Последняя битва», «Трон: Наследие», «Хранители», а также трёх эпизодах «Стрелы».
Замужем за Джоном МакНейми, двое сыновей — Джона (род. 1998) и Сайлас (род. 05.06.2000).
В 2013 году был поставлен диагноз рак молочной железы.

## Избранная фильмография
| Год       |   | Русское название | Оригинальное название | Роль                                                        |
| --------- | - | ---------------- | --------------------- | ----------------------------------------------------------- |
| 2012—2013 | с | Стрела           | Arrow                 | ведущая Старлинг / телерепортёр новостей / полевой репортёр |